# Lepidophyllum cupressiforme
Lepidophyllum cupressiforme là một loài thực vật có hoa trong họ Cúc. Loài này được (Lam.) Cass. mô tả khoa học đầu tiên năm 1816.